# Airmed
En la mitologia irlandesa, la deessa Airmed (també anomenada Airmid) era una de les Tuatha Dé Danann. Amb el seu pare Dian Cecht i el seu germà Miach, va curar els ferits a la Segona Batalla de Magh Tuiredh.
Després que el seu pare gelós matés el seu germà, Miach, Airmed va plorar sobre la seva tomba. Regades per les seves llàgrimes, totes les herbes curatives del món (365 en nombre, segons el nombre d'articulacions i venes de Miach) van sorgir de la terra sobre el cos de Miach, i Airmed les va recollir i organitzar totes, estenent-les sobre la seva capa. Un cop més, el seu pare va atacar i va escampar les herbes. Per aquest motiu, cap humà viu coneix tots els secrets de l'herbologia. Només Airmed ho recorda.
Juntament amb Dian Cecht, Ochtriullach i Miach, Airmed va ser un dels encantadors que l'encanteri cantat sobre el pou de Sláine va poder ressuscitar els morts.